# Calamagrostis alba
Calamagrostis alba är en gräsart som först beskrevs av Jan Svatopluk Presl, och fick sitt nu gällande namn av Ernst Gottlieb von Steudel. Calamagrostis alba ingår i släktet rör, och familjen gräs. Inga underarter finns listade i Catalogue of Life.